# Dolçaina

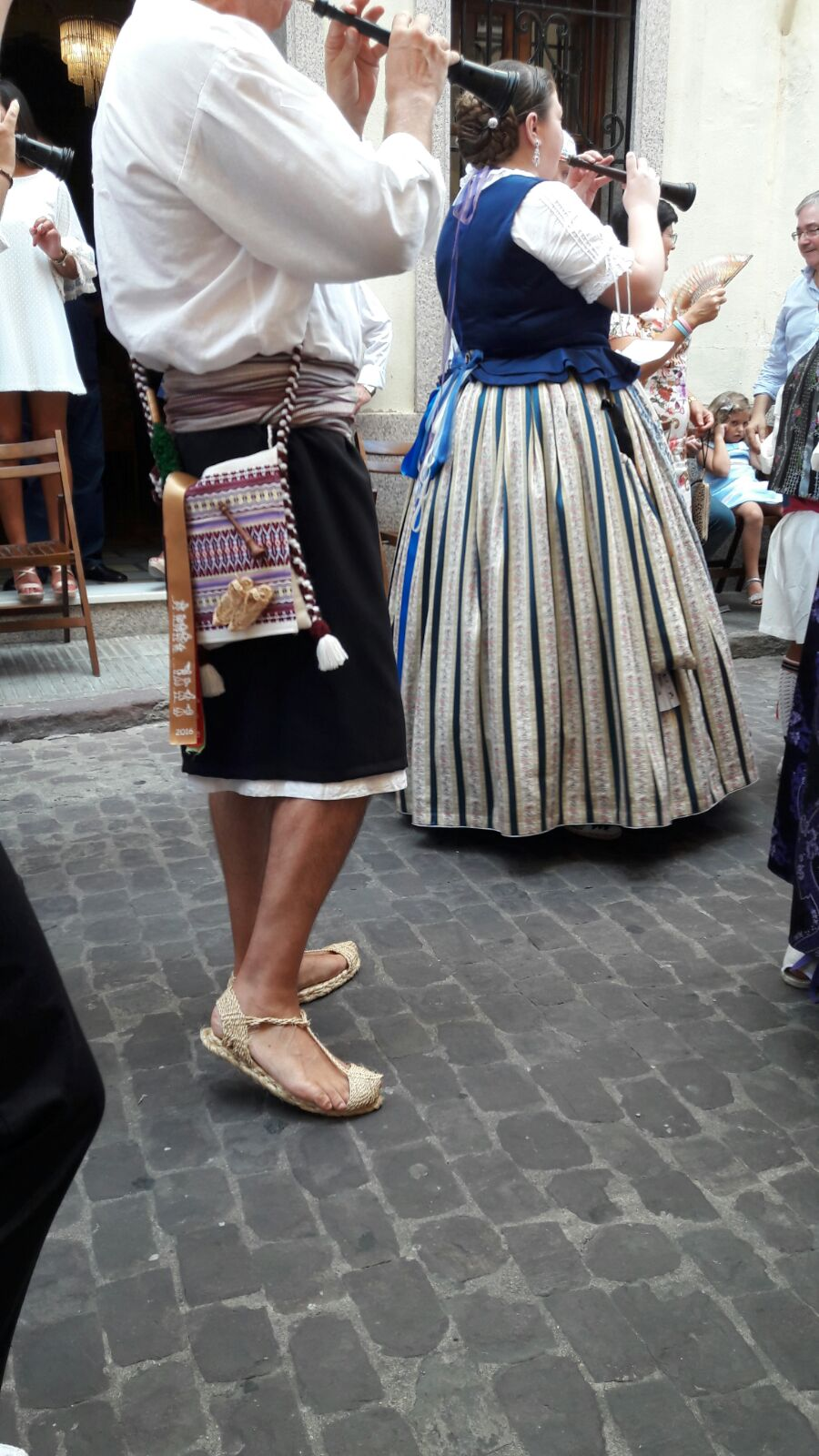
Dolçainers d'Algemesí acompanyant la muixeranga durant les Festes de la Mare de Déu de la Salut d'Algemesí tocant la tradicional dolçaina valenciana

La dolçaina (també anomenada donçaina, xaramita, xirimita o gaita) és un instrument musical de vent, de llengüeta doble i tub cònic, generalment de fusta, amb una sèrie de forats que es tapen amb els dits. Per aquesta forma cònica i no cilíndrica, especialment al final, se li donava antigament el nom de trompa. El qui toca la dolçaina és un dolçainer. En la classificació d'Hornbostel-Sachs es troba en el grup 422.112 dels aeròfons de llengüeta doble i tub cònic.
Existeixen moltes varietats de dolçaines: la valenciana, la castellana (amb claus), l'aragonesa, la gralla de Catalunya, i el bolin-gozo del País Basc.
El seu origen és antic. Tanmateix, el fet que siga un instrument de llengüeta doble, com l'oboè, suggereix que podria aparèixer després dels instruments de llengüeta simple, com ara el clarinet. El so de la dolçaina valenciana és viu i penetrant, i en mans d'un bon dolçainer es pot sentir a molta distància.

## Parts

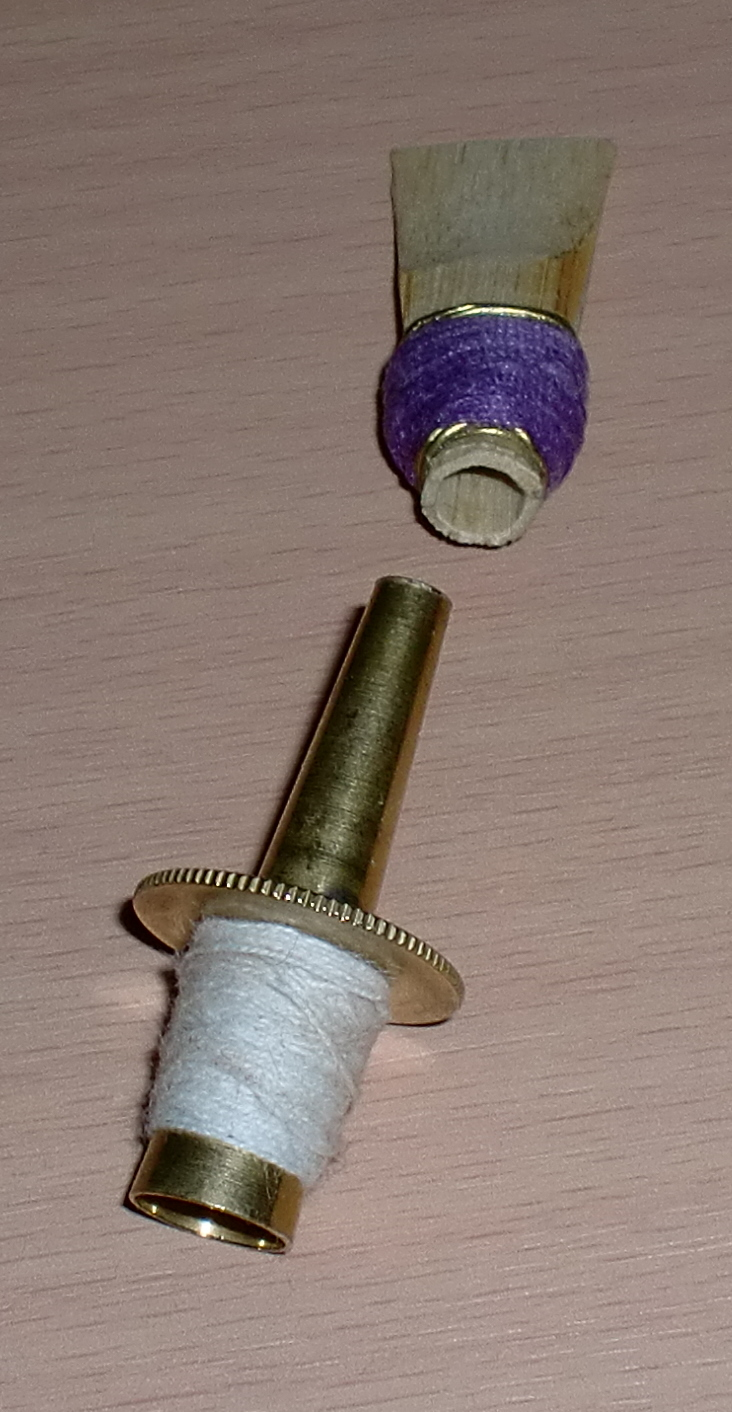
Tudell i canya de la dolçaina

La dolçaina valenciana està composta per la pipa, el tudell, el gobelet (o cap), el cos i la campana. El gobelet, el cos i la campana formen allò que s'anomena pròpiament dolçaina, i la resta (la pipa i el tudell) en són complements.
Tradicionalment, les dolçaines s'han fabricat amb fusta autòctona, de ginjoler, boix, cirerer; més modernament (els anys 70), de fustes tropicals, palissandres i granadillo. A partir de l'any 2007, Paco Bessó va fer les primeres dolçaines fetes de resina plàstica que, igualant molt la sonoritat de les de fusta, són més econòmiques, resistents i amb una compensació quant a l'afinació bastant acceptable.

## Ús

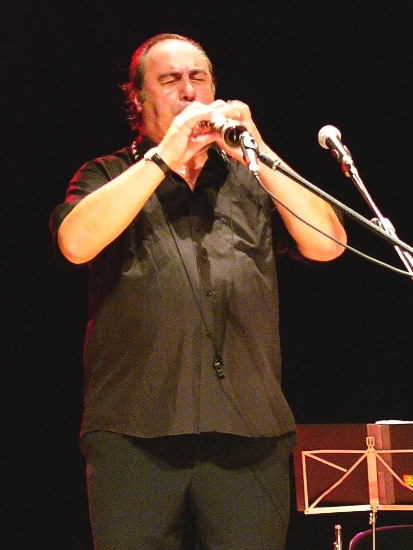
Un músic tocant l'instrument

La dolçaina fa parella amb el tabalet, i ambdós instruments són suficients per a amenitzar musicalment qualsevol festa al carrer. Bona cosa de la música popular valenciana es toca amb dolçaina i tabalet. Entre les melodies més belles per a ser tocades amb la dolçaina, en podem destacar la tonada de la muixeranga.

## Actualitat
L'any 2009 es presentà, al teatre romà de Plovdiv (Bulgària) una dolçaina baixa creada en una colla de dolçainers de Bétera. L'instrument es creà després d'estudis sobre instruments antics. Fonamentalment, es tracta d'una còpia de les xirimites dels segles xiii I xiv.
Un dels referents actuals en la recuperació de la dolçaina al País Valencià és Joan Martínez i Martínez, mestre dolçainer i professor d'aquest instrument en diverses institucions valencianes.